# Ilattia colon
Ilattia colon är en fjärilsart som beskrevs av Achille Guenée 1862. Ilattia colon ingår i släktet Ilattia och familjen nattflyn. Inga underarter finns listade i Catalogue of Life.